# Numero cromosomico
Il numero cromosomico è una formula che esprime sinteticamente il numero dei cromosomi delle cellule di un organismo vivente.
Questo varia considerevolmente nei diversi organismi. I procarioti, per esempio, presentano nella maggior parte dei casi (ma non in tutti) un unico cromosoma circolare, mentre gli eucarioti presentano un numero molto vario di cromosomi lineari.
Le cellule che hanno coppie di cromosomi omologhi sono dette diploidi (e indicate con la sigla 2n), mentre sono definite aploidi (e indicate con la sigla n) quelle che possiedono solo un cromosoma per tipo.
Il numero cromosomico delle cellule somatiche dell'uomo si esprime con la formula  2n = 46 che sta ad indicare che ogni cellula ha un corredo cromosomico formato da 23 coppie di cromosomi omologhi, per un totale di 46 cromosomi.